# Dodji Efoui
Dodji Efoui, né en 1973 à Lomé au Togo, est un artiste plasticien, musicien et autodidacte Togolais.

## Biographie
Dodji Efoui, est un autodidacte, né en 1973 à Lomé. Il fait les études secondaires à Lomé au Togo et suit une formation en art publicitaire au Ghana.

## Expositions
Dodji Efoui a plusieurs expositions à son actif:
En 1997, à une exposition collective au Centre Culturel Français pour le concours d'Air France à Lomé au Togo.
En 2001, il fait une exposition individuelle à Cotonou au Bénin.
En 2003, par le collectif Kapsiki il est accueilli à Douala (Cameroun).
En 2003, il est intégré au sein du collectif camerounais Kapsiki qui lui permet d’acquérir davantage d’expérience et de restituer.